# تلال أنايمالاي

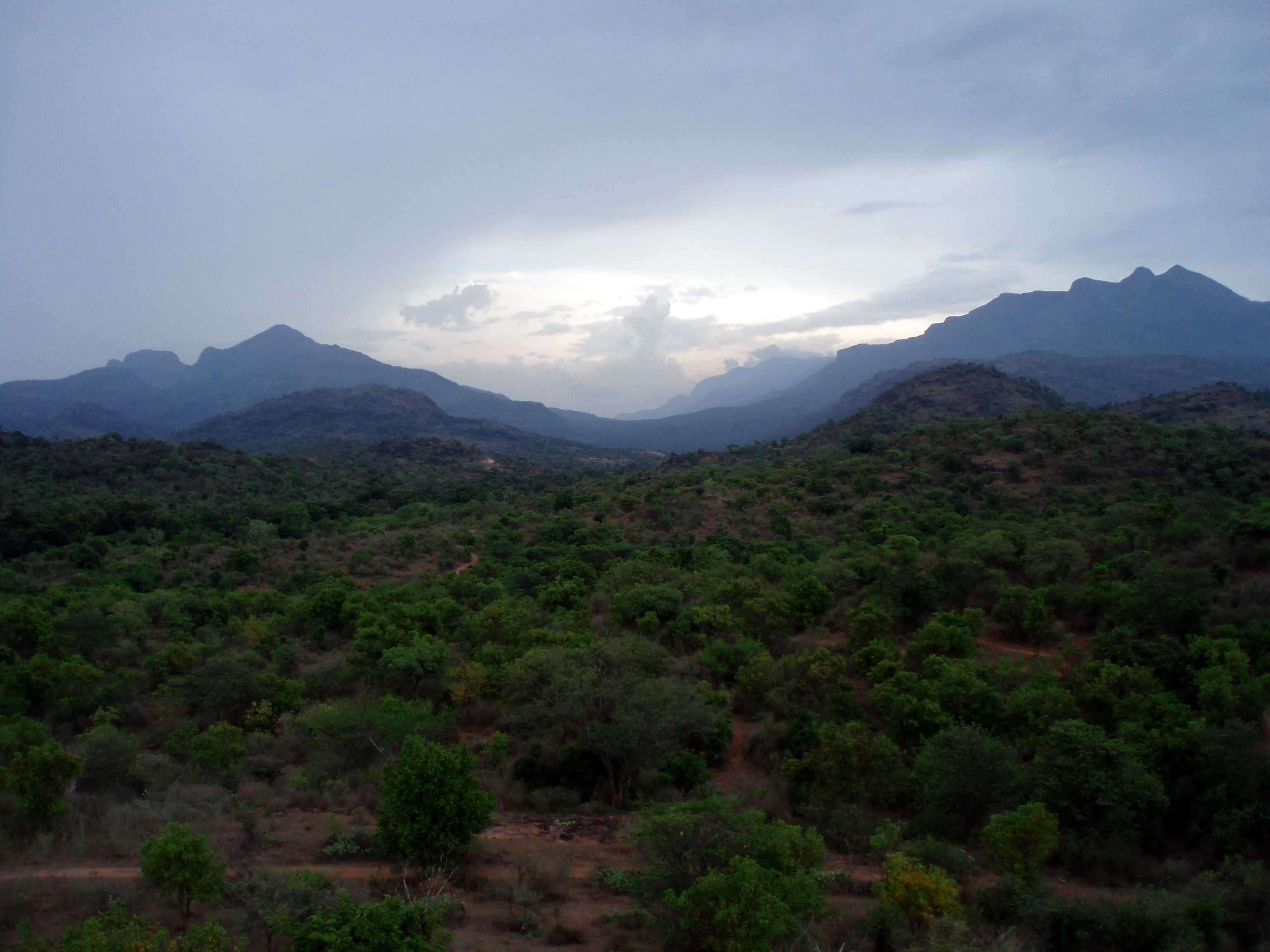
منظر من جبال أنايمالاي

تلال أنامالاي أو جبال أنايمالاي (بالتاملية: ஆனைமலை، وبالملبارية: ആനമല) هي سلسلة جبلية تقع في ولايتي تامل نادو وكيرلا الهنديتين، وجبال أنايمالاي جزء من سلسلة جبلية أكبر هي جبال الگات الغربية. لفظة أنايمالاي في اللغتين التاملية والملبارية تنقسم إلى آنا وتعني الفيل ومالاي التي تعني التل؛ فيكون معنى الكلمة تل الفيل.